# Columbia County, Georgia
 Columbia County är ett county i östra delen av delstaten Georgia. Den administrativa huvudorten (county seat) är Appling och ligger cirka 175 km öster om delstatens huvudstad Atlanta och cirka 35 km väster om gränsen till delstaten South Carolina. Countyt har fått sitt namn efter Christopher Columbus.

## Geografi
Enligt United States Census Bureau så har countyt en total area på 797 km². 751 km² av den arean är land och 46 km² är vatten.

### Angränsande countyn
- Richmond County - i sydost
- McDuffie County - väst
- Lincoln County - nordväst
- McCormick County, South Carolina - nord
- Edgefield County, South Carolina - nordost

### Större städer och samhällen
- Evans, med cirka 17 700 invånare
- Appling
- Grovetown
- Martinez, med cirka 27 700 invånare